# Brest (Štip)
Brest é uma vila localizada no município de Štip, na República da Macedônia do Norte.